# Заху (баскетбольный клуб)
«Заху» — профессиональный баскетбольный клуб, входящий в состав спортивного общества Захо (Ирак). Принимает участие в таких турнирах, как чемпионат Ирака и чемпионат Курдистана по баскетболу. В 2010 году «Захо» занял второе место в чемпионате Курдистана, отрыв от первого места был в 1 очко. 15 ноябрь 2011 «Захо» победил «Дахук» в Суперкубке Курдистана по баскетболу со счетом 86:81.

## Достижения
- Чемпионат Ирака:

 место 2012—2013
- Чемпионат Курдистана :

 место 2010
- Суперкубок Курдистана:

 место в 2011

### Клубные цвета
| Красный | Белый |

### Главные тренеры
| Период    | Тренер        |
| --------- | ------------- |
| 2013—     | Ilie Eugen    |
| 2012—2013 | Маджид Наеема |